# Mesna muha
Mesna muha ali zapljunkarica (znanstveno ime Calliphora vomitoria) je vrsta dvokrilcev iz družine brenčačk.
Je ena od najpogostejših predstavnikov žuželk, ki jih pogovorno označujemo s skupnim izrazom »muhe«, v človekovih bivališčih. Podobno kot hišne muhe lahko prenašajo patogene na nogah in s tem kontaminirajo živila. Ličinke se razvijajo v razpadajočem organskem materialu.